# Lacrima di Morro d’Alba (Rebsorte)
Lacrima di Morro d’Alba ist eine italienische autochthone Rotweinsorte. Sie kommt hauptsächlich in einem begrenzten Gebiet um die Gemeinde Morro d’Alba in der Provinz Ancona vor. Außerhalb der Region Marken wird sie nur noch in Umbrien und Apulien kultiviert. Verwendung findet sie im gleichnamigen Rotwein dieser Region, in dem sie zu 85 % enthalten sein muss. Der Name (dt. Träne) rührt vermutlich von der Form der Trauben her, die tropfenartig aussehen. Auch wird berichtet, dass durch die fragile Haut der Weinbeeren bisweilen Safttropfen herunterfallen.

## Ampelographische Merkmale
Die Weintrauben (intensive blaue Farbe) sind mittelgroß, ebenso wie die Weinbeeren, die eine längliche Form haben. Die Schale ist ziemlich dick und reich an Extrakten, aber sehr zerbrechlich und diffus während der letzten Reifungsstadien (besonders wenn diese durch starken Regen gekennzeichnet sind) und verursacht somit das Auslaufen kleiner Tröpfchen von Saft (Tränen). Der Tanningehalt dieser Weintrauben ist ziemlich niedrig, weshalb der daraus gewonnene Wein vorzugsweise jung konsumiert werden sollte. Die Trauben sind sowohl gegen Angriffe durch Pflanzenschädlinge (Pilze, Oidium und Botrytis) als auch gegen Tiere (rote Spinnmilben) sowie gegen Virus- und andere Krankheiten ziemlich empfindlich. Die Rebsorte bevorzugt Lehm und sandige Hügel, reich an Mineralien, sehr durchlässig und tief. In den Diffusionsbereichen (Ancona-Hügel) hat der Boden größtenteils einen pH-Wert um 7,5 und enthält eine geringe Menge an organischer Substanz. Die Zartheit dieser Rebsorte hat in der Vergangenheit dazu geführt, dass andere widerstandsfähigere und produktivere Sorten, oft von geringerer Qualität Lacrima ersetzt haben. Der Most von Lacrima wurde früher als Verschnittwein verwendet, um andere Rotweine zu verbessern, bzw. zu aromatisieren, während er heute fast sortenrein vinifiziert wird. Jüngste genetische Untersuchungen haben gezeigt, dass eine Verbindung mit Aleatico besteht, einer halbaromatischen Rebe aus den zentralen und südlichen Regionen Italiens.